# The Campaign for North Africa
La Campanya pel Nord d'Àfrica (anglès: The Campaign for North Africa), subtitulada "La guerra del desert, 1940–43", és un joc de tauler d'estratègia publicat per Simulations Publications, Inc. (SPI) l'any1978 que simula tota la campanya nord-africana de la Segona Guerra Mundial.

## Descripció
La Campanya pel Nord d'Àfrica ha estat anomenat el joc de taula més llarg mai produït, amb estimacions de que una partida sencera trigaria 1500 hores a finalitzar. El crític Luke Winkie va apuntar que "Si tu i el teu grup us reuniu per jugar tres hores dos cops al mes, trigaríeu vint anys a acabar la campanya." També s'ha anomenat com el joc de guerra més complex mai dissenyat, amb detalls com que els soldats italians requereixen racions addicionals d'aigua per poder preparar pasta. El tauler té 3 metres de llargària.
Tot i que nominalment és un joc de dos jugadors, les normes recomanen formar dos equips de cinc jugadors, formant cada equip d'un commandant en cap, un commandant de logística, un commandant aeri, un commandant del front i un commandant de retaguàrdia.

### Joc
La Wargamer Academy valora la complexitat de CNA, en una escala d'1 a 10, com a 10+.El joc de campanya complet té 100 torns, i cada torn representa una setmana. S'inclouen una sèrie d'escenaris més curts (tot i que segueixen sent llargs en comparació amb altres jocs de guerra). Com van assenyalar els crítics, el joc tracta menys de combat i més de gestionar la logística i les línies de subministrament.

## Història de la publicació
El 1976, un equip de desenvolupadors va començar a crear CNA, amb Richard Berg responsable del gegantí mapa. Al cap de sis mesos, tots els altres desenvolupadors havien abandonat el projecte i se li va demanar a Berg que enllesteixi el joc pel seu compte, que va trigar dos anys a completar-lo. Redmond A. Simonsen va proporcionar cartografia i disseny gràfic. El joc era tan massiu que les proves de joc no es van completar abans que el joc fos publicat per SPI el 1979, amb un preu de 44 dòlars.

## En la cultura popular
The Campaign for North Africa va aparèixer en un episodi de l'onzena temporada de The Big Bang Theory anomenat "The Neonatal Nomenclature". Malgrat l'entusiasme del personatge principal Sheldon Cooper pels detalls complexos del joc, els seus amics mostren poc interès.

## Recepció
En el seu llibre de 1980 The Best of Board Wargaming, Nicholas Palmer va assenyalar que, malgrat la complexitat evident del joc, "les regles són clares i escrites de manera entretinguda, hi ha notes abundants i el sistema bàsic sembla haver estat provat correctament". No obstant això, va qualificar el joc de "una feina al·lucinantment lenta; sens dubte, els primers deu anys són els més durs". Va concloure donant a CNA una nota d'"excitació" molt baixa de només un 15% però una nota de "realisme" del 100%.
Al número 49 de Moves, Thomas G. Pratuch va qualificar el joc de tan gran que "desafia l'anàlisi immediata de la planificació tàctica i estratègica necessària per guanyar el joc". Tanmateix, va qualificar els escenaris del joc com els més complexos dissenyats fins ara. També creia que els jugadors podrien utilitzar les regles del joc com a marc per dissenyar nous escenaris.
Al número 24 de la revista Phoenix, Bob Campbell va qualificar CNA de ser "sens dubte la millor simulació de la guerra del desert fins ara", malgrat la seva durada. Va trobar un desajust entre el sistema logístic "simple però laboriós" i el sistema de combat molt complex. Va trobar especialment que el joc aeri era massa complex, i va assenyalar que el dissenyador Richard Berg ho va admetre a les notes del dissenyador. Campbell va concloure que el joc va ser "un èxit, encara que només un èxit parcial. No conté la veritat definitiva sobre el nord d'Àfrica, però n'hi ha prou per continuar".